# Бінгемтон (містечко, Нью-Йорк)
Бінгемтон (англ. Binghamton) — місто (англ. town) в США, в окрузі Брум штату Нью-Йорк. Населення — 4617 осіб (2020).

## Демографія
Згідно з переписом 2010 року, у місті мешкали 4942 особи в 1894 домогосподарствах у складі 1390 родин. Було 1985 помешкань
Расовий склад населення:
| - 95,3 % — білих - 1,7 % — азіатів - 1,4 % — чорних або афроамериканців |

До двох чи більше рас належало 1,3 %. Частка іспаномовних становила 1,2 % від усіх жителів.
За віковим діапазоном населення розподілялося таким чином: 22,9 % — особи молодші 18 років, 61,7 % — особи у віці 18—64 років, 15,4 % — особи у віці 65 років та старші. Медіана віку мешканця становила 44,1 року. На 100 осіб жіночої статі у місті припадало 101,6 чоловіків;  на 100 жінок у віці від 18 років та старших — 98,5 чоловіків також старших 18 років.
Середній дохід на одне домашнє господарство  становив 101 435 доларів США (медіана — 73 723), а середній дохід на одну сім'ю — 115 508 доларів (медіана — 84 219). Медіана доходів становила 66 518 доларів для чоловіків та 49 688 доларів для жінок. За межею бідності перебувало 5,2 % осіб, у тому числі 5,1 % дітей у віці до 18 років та 5,8 % осіб у віці 65 років та старших.
Цивільне працевлаштоване населення становило 2639 осіб. Основні галузі зайнятості: освіта, охорона здоров'я та соціальна допомога — 23,9 %, роздрібна торгівля — 12,5 %, науковці, спеціалісти, менеджери — 10,6 %, виробництво — 10,0 %.